# Aachen főpályaudvar
Aachen főpályaudvar vasútállomás Németországban, Aachen városban. A német vasútállomás-kategóriák közül a másodikba tartozik. -ben nyílt meg.

## Vasútvonalak
Az állomást az alábbi vasútvonalak érintik:
- Köln–Aachen nagysebességű vasútvonal
- Aachen–Mönchengladbach-vasútvonal
- Wesertalstrecke

## Forgalom

### Regionális
| Járat      | Útvonal | Gyakoriság                                                                     |
| ---------- | --- | ------------------------------------------------------------------------------ |
| RE 1       | NRW-Express: Aachen Hbf – Aachen-Rothe Erde – Eilendorf (csak erősítő vonatok) – Stolberg (Rheinl) Hbf – Eschweiler Hbf – Langerwehe – Düren – Horrem – Köln-Ehrenfeld – Köln Hbf – Köln Messe/Deutz – Köln-Mülheim – Leverkusen Mitte – Düsseldorf-Benrath – Düsseldorf Hbf – Düsseldorf Flughafen – Duisburg Hbf – Mülheim (Ruhr) Hbf – Essen Hbf – Wattenscheid – Bochum Hbf – Dortmund Hbf – Dortmund-Scharnhorst (csak kis forgalom esetén) – Dortmund-Kurl (csak csúcsidőn kívül) – Kamen-Methler (nur SVZ) – Kamen – Nordbögge (nur SVZ) – Hamm (Westf) – Soest – Lippstadt – Paderborn Hbf | 060 perc (Aachen–Hamm) 120 perc (Hamm–Paderborn)                               |
| RE 4       | Wupper-Express: Aachen Hbf – Aachen Schanz – Aachen West – Herzogenrath – Übach-Palenberg – Geilenkirchen – Lindern – Hückelhoven-Baal – Erkelenz – Rheydt Hbf – Mönchengladbach Hbf – Neuss Hbf – Düsseldorf Hbf – Wuppertal-Vohwinkel – Wuppertal Hbf – Wuppertal-Barmen – Wuppertal-Oberbarmen – Schwelm – Ennepetal (Gevelsberg) – Hagen Hbf – Witten Hbf – Dortmund Hbf | 60 perc                                                                        |
| RE 9       | Rhein-Sieg-Express: Aachen Hbf – Aachen-Rothe Erde – Stolberg (Rheinl) Hbf – Eschweiler Hbf – Langerwehe – Düren – Horrem – Köln-Ehrenfeld – Köln Hbf – Köln Messe/Deutz – Porz – Troisdorf – Siegburg/Bonn – Hennef (Sieg) – Eitorf – Herchen – Schladern – Au – Wissen – Betzdorf – Kirchen (Sieg) – Brachbach – Siegen | 60 perc                                                                        |
| RE 18      | LIMAX: Aachen Hbf – Aachen West – Herzogenrath – Eygelshoven Markt – Landgraaf – Heerlen – Valkenburg – Meerssen – Maastricht Stand: 27. Januar 2019 | 60 perc                                                                        |
| RE 29 L 09 | euregioAIXpress: Aachen Hbf – Hergenrath – Welkenraedt – Dolhain-Gileppe – Verviers-Palais – Verviers Central – Pepinster – Pepinster-Cite – Juslenville – Theux – Franchimont – Spa – Spa-Géronstère 2015-ös decemberi menetrend alapján | 60 perc                                                                        |
| RB 20      | Euregiobahn: Stolberg (Rheinl) Hbf – Eschweiler-St. Jöris – Alsdorf-Poststraße – Alsdorf-Mariadorf – Alsdorf-Kellersberg – Alsdorf-Annapark – Alsdorf-Busch – Herzogenrath August-Schmidt-Platz – Herzogenrath-Alt-Merkstein – Herzogenrath – Kohlscheid – Aachen West – Aachen Schanz – Aachen Hbf – Aachen-Rothe Erde – Eilendorf – Stolberg (Rheinl) Hbf hier Flügelung; Zugteil 1: – Eschweiler-West – Eschweiler Talbahnhof/Raiffeisenplatz – Eschweiler-Nothberg – Eschweiler-Weisweiler – Langerwehe – Düren Zugteil 2: – Stolberg (Rheinl) Hbf (27-es vágány) – Stolberg-Schneidmühle – Stolberg Mühlener Bahnhof – Stolberg-Rathaus – Stolberg-Altstadt 2016-os menetrend alapján | 60 perc (Stolberg Hbf – Alsdorf-Annapark) 30 perc 60 perc (Langerwehe – Düren) |
| RB 33      | Rhein-Niers-Bahn: Zuglauf Nord: Wesel – Friedrichsfeld (Niederrhein) – Voerde (Niederrhein) – Dinslaken – Oberhausen-Holten – Oberhausen-Sterkrade – Oberhausen Hbf – Duisburg Hbf – Duisburg-Hochfeld Süd – Rheinhausen Ost – Rheinhausen – Krefeld-Hohenbudberg Chempark – Krefeld-Uerdingen – Krefeld-Linn – Krefeld-Oppum – Krefeld Hbf – Forsthaus – Anrath – Viersen – Mönchengladbach Hbf Zuglauf Süd: Duisburg Hbf – Duisburg-Hochfeld Süd – Rheinhausen Ost – Rheinhausen – Krefeld-Hohenbudberg Chempark – Krefeld-Uerdingen – Krefeld-Linn – Krefeld-Oppum – Krefeld Hbf – Forsthaus – Anrath – Viersen – Mönchengladbach Hbf – Rheydt Hbf – Wickrath – Herrath – Erkelenz – Hückelhoven-Baal – Brachelen – Lindern – Geilenkirchen – Übach-Palenberg – Herzogenrath – Aachen West – Aachen Schanz – Aachen Hbf | Jeder Zuglauf: 60 perc, ca. 30 perc zeitversetzt                               |
| S 13       | Aachen Hbf – Aachen-Rothe Erde – Stolberg Hbf – Langerwehe – Düren – Merzenich – Buir – Sindorf – Horrem – Frechen-Königsdorf – Köln-Weiden West – Köln-Lövenich – Köln-Müngersdorf Technologiepark – Köln-Ehrenfeld – Köln Hansaring – Köln Hbf – Köln Messe/Deutz – Köln Trimbornstraße – Köln Frankfurter Straße – Köln Bonn/Flughafen – Porz-Wahn – Spich – Troisdorf | ein Zug/Tag                                                                    |

### Távolsági
| Járatszám | Járat             | Útvonal | Gyakoriság        |
| --------- | ----------------- | --- | ----------------- |
| ICE 79    | ICE International | Bruxelles-Midi/Brussel-Zuid – Bruxelles-Nord/Brussel-Noord – Liège-Guillemins – Aachen Hbf – Köln Hbf – (Köln/Bonn Flughafen – Siegburg/Bonn – Limburg Süd – Montabaur) – Frankfurt Flughafen Fernbf – Frankfurt Hauptbahnhof  | minden négyórában |
| ICE 80    | Thalys            | Paris-Nord – Bruxelles-Midi/Brussel-Zuid – Liège-Guillemins – Aachen Hbf – Köln Hbf – Düsseldorf Hbf – (Düsseldorf Flughafen –) Duisburg Hbf – Essen Hbf – Dortmund Hbf                                                        | minden négyórában |
| ICE 544   | ICE 10            | Berlin Ostbahnhof – Hannover Hbf – Bielefeld Hbf – Hamm (Westf) – Dortmund Hbf – Essen Hbf – Düsseldorf Hbf – Köln Hbf – Düren – Aachen Hbf                                                                                    | vasárnaponként    |
| IC 1918   | IC 32             | Aachen Hbf – Mönchengladbach Hbf – Düsseldorf Hbf – Dortmund Hbf – Hannover Hbf – Wolfsburg Hbf – Berlin-Spandau – Berlin Hbf – Berlin Südkreuz– Dresden Hbf                                                                   | péntekenként      |
| IC 1919   | IC 32             | Dresden Hbf – Berlin Südkreuz – Berlin Hbf – Berlin-Spandau – Wolfsburg Hbf – Hannover Hbf – Bielefeld Hbf – Dortmund Hbf – Essen Hbf – Duisburg Hbf – Düsseldorf Hbf – Mönchengladbach Hbf – Aachen Hbf – Düren – Köln Hbf    | vasárnaponként    |
| IC 2222   | IC 32             | Aachen Hbf – Mönchengladbach Hbf – Krefeld Hbf – Duisburg Hbf – Essen Hbf – Dortmund Hbf – Hannover Hbf – Wolfsburg Hbf – Berlin Spandau – Berlin Hbf – Berlin Ostbahnhof                                                      | hétfőtől péntekig |
| IC 2223   | IC 32             | Berlin Ostbahnhof – Berlin Hbf – Berlin Spandau – Wolfsburg Hbf – Hannover Hbf – Dortmund Hbf – Essen Hbf – Duisburg Hbf – Krefeld Hbf – Aachen Hbf                                                                            | hétfőtől péntekig |
| IC 2403   | IC 26             | Hamburg Altona – Hamburg Hbf – Bréma Hbf – Osnabrück Hbf – Münster(Westf)Hbf – Gelsenkirchen Hbf – Essen Hbf – Duisburg Hbf – Düsseldorf Hbf – Köln Hbf – Aachen Hbf                                                           | vasárnaponként    |
| IC 2406   | IC 26             | Aachen Hbf – Köln Hbf – Düsseldorf Hbf – Duisburg Hbf – Essen Hbf – Gelsenkirchen Hbf – Münster(Westf)Hbf – Osnabrück Hbf – Diepholz – Hamburg Hbf – Hamburg Altona – Hamburg Hbf – Schwerin Hbf – Rostock Hbf – Stralsund Hbf | péntekenként      |

## Kapcsolódó állomások
A vasútállomáshoz az alábbi állomások vannak a legközelebb:
- Aachen Schanz megálló
- Hergenrath vasútállomás
- Aachen-Rothe Erde vasútállomás
- Aachen Süd railway station